# Wilhelm von Dessović
Wilhelm von Dessović (německy Wilhelm Ferdinand Matthias Edler von Dessović) (21. května 1845 Karlovac – 21. listopadu 1908 Vídeň) byl rakousko-uherský generál chorvatského původu. Jako absolvent vojenské akademie sloužil v c. k. armádě od roku 1864 a byl účastníkem několika válečných tažení. Později byl štábním důstojníkem u různých jednotek v Uhrách, Haliči i v rodném Chorvatsku, uplatnil se také jako diplomat. Na přelomu 19. a 20. století byl divizním velitelem v Terezíně a velitelem pevnosti v Krakově. V roce 1905 dosáhl druhé nejvyšší armádní hodnosti polního zbrojmistra a v závěru kariéry zastával funkci prezidenta Nejvyššího vojenského soudního dvora ve Vídni (1906–1908). 

## Životopis
Pocházel z Chorvatska, byl synem plukovníka Mathiase Dessoviće povýšeného v roce 1857 do šlechtického stavu. Narodil se v Turanji (dnes předměstí Karlovace) a studoval na Tereziánské vojenské akademii ve Vídeňském Novém Městě, kterou absolvoval v roce 1864 a vstoupil do armády. V roce 1866 se zúčastnil prusko-rakouské války a téhož roku byl povýšen na poručíka u 53. pěšího pluku v Záhřebu. V letech 1865–1867 si doplnil vzdělání na Válečné škole (K.u.k. Kriegsschule) ve Vídni a v hodnosti nadporučíka (1869) byl zařazen do sboru důstojníků generálního štábu. V roce 1872 byl povýšen na kapitána a sloužil u 53. pěšího pluku v Karlovaci, později byl štábním důstojníkem u 18. pěší divize v Mostaru. Postupoval v hodnostech (major 1880, podplukovník 1884) a uplatnil se také v diplomacii, v letech 1886–1888 působil jako vojenský atašé v Bělehradě. V roce 1888 byl povýšen na plukovníka a pět let strávil jako šéf štábu 7. armádního sboru v Temešváru (1888–1893).
K datu 1. května 1893 byl povýšen na generálmajora a stal se velitelem 1. pěší brigády v Pljevlji, respektive v Novim Pazaru v okupované Bosně a Hercegovině (1893–1896). V letech 1896–1900 byl velitelem 29. pěší divize v Terezíně a mezitím k datu 1. května 1897 dosáhl hodnosti polního podmaršála. V letech 1900–1905 zastával funkci velitele pevnosti v Krakově a svou kariéru završil jako prezident Nejvyššího vojenského soudního dvora (1906–1908). K datu 1. listopadu 1905 obdržel hodnost titulárního polního zbrojmistra a nakonec týden před úmrtím získal ještě identickou hodnost generála pěchoty (15. listopadu 1908).

## Rodina
Jeho manželkou byla Elisabeth Novotny (1857–1953), s níž měl pět dětí. Synové Hugo (1880–1968) a Wilhelm (1885–1945) sloužili v c. k. armádě, nejmladší syn Milan (1895–1968) byl generálem jugoslávské armády, za druhé světové války působil jako diplomat v Berlíně a v roce 1945 byl odsouzen k 15 letům vězení. Nejstarší z potomstva byla dcera Katharina (Nina) (1877–1932), provdaná za polního podmaršála Karla Czappa, posledního rakouského ministra zeměbrany před zánikem monarchie.

## Tituly a ocenění
Od otcovy nobilitace v roce 1857 užíval šlechtický titul s predikátem Edler von Dessović. Ve funkci prezidenta Nejvyššího vojenského soudního dvora obdržel v roce 1905 titul c. k. tajného rady s nárokem na oslovení Excelence. Byl nositelem několika vysokých vyznamenání v Rakousku-Uhersku i v zahraničí. Mimo jiné získal čestné občanství v Terezíně, kde několik let působil jako velitel.

### Rakousko-Uhersko
- Řád železné koruny III. třídy  s válečnou dekorací (1878)
- Válečná medaile (1879)
- rytířský kříž Leopoldova řádu (1893)
- Jubilejní pamětní medaile (1898)
- Řád železné koruny II. třídy (1903)
- Vojenský jubilejní kříž (1908)

### Zahraničí
- Řád Takova II. třídy (Srbsko)
- Řád bílého orla (Srbsko)
- Řád Medžidie V. třídy (Osmanská říše)
- Řád Osmanie II. třídy (Osmanská říše)
- Řád knížete Danila I. III. třídy (Černá Hora)